# 斎藤朝信
斎藤 朝信（さいとう とものぶ、大永7年（1527年）？ - 文禄元年（1592年）？）は、戦国時代から安土桃山時代にかけての武将。越後上杉氏の家臣。赤田城主。斎藤定信の子。子に乗松丸（斎藤景信）。下野守を称す。武勇の誉れ高く、「越後の鍾馗」と呼ばれたという。

## 生涯
越後国の武将・斎藤定信の子として誕生。
上杉謙信に仕え、越中攻略、1561年（永禄4年）の甲斐武田氏との第四次川中島の戦い、北条氏との小田原城攻囲戦では第三陣、1564年（永禄7年）の下野の佐野城攻めや唐沢山城の戦いなど各地を転戦して武功を発揮する。特に第四次川中島の戦いでは、不穏な動きをする一向一揆に備えるため、山本寺定長と共に越中に出陣し、上杉本隊の川中島入りを助けた。1575年（天正3年）の「上杉家軍役帳」によると217人の軍役を負担した。
主君・謙信からの信頼は絶大で、謙信の関東管領職の就任式の際には、柿崎景家と共に太刀持ちを務めた。武道に通じ、多くの武勲を挙げた以外にも柿崎景家と共に奉行職を務めた。また、発想力に富む戦術家であったことから、謙信は強敵と思われるところには朝信を差し向けた。織田信長が侵攻すると北陸方面の柴田勝家らを魚津城などで迎え撃った。
1578年（天正6年）の謙信死後の家督争いである御館の乱では上杉景勝を支持し、上杉景虎を支持をしていた甲斐の武田勝頼との外交交渉にも当たっている。その後、家督争いは景勝が勝利し、1580年（天正8年）3月、主君・景勝から刈羽郡の六ヶ所と景虎派に加担して滅亡した三条城主・神余親綱の旧領を与えられ、併せて嫡子・乗松丸にも北条氏の旧領から恩賞地が与えられた。御館の乱で景勝を助けて活躍した朝信に、景勝は厚く報いたのである。
朝信は忠義、仁愛の心が深く、士卒をいたわり、百姓をいつくしんだので万人から慕われた、内政においても活躍し武闘派の多い上杉家臣の中で目立つ存在だった。
本能寺の変後まもなく老齢で隠居し、文禄元年（1592年）頃に死去したともいわれる。
子の乗松丸は、朝信の死後に景信と名乗り家督を継ぎ、新発田重家攻めなどで軍功を立てた。しかし、病のため1598年（慶長3年）の上杉氏の会津移封に付き従わず、越後村上に隠棲した。1643年（寛永20年）、景勝の子で出羽米沢藩第2代藩主・上杉定勝は景信の子・信成を越後より呼び戻し300石で召抱え、以後子孫は米沢藩士として幕末まで続いた。

## 逸話
『甲越信戦録』によると、
※晏子とは中国春秋時代の斉の名宰相・晏嬰の敬称。

## 関連作品

### TVドラマ
- 天と地と（1969年、NHK大河ドラマ、斎藤下野守（斎藤朝信）：演：郡司良）
- 武田信玄（1988年、NHK大河ドラマ、斉藤朝親（同上）：演：三島新太郎）